# Heterorachis mozambica
Heterorachis mozambica är en fjärilsart som beskrevs av Louis Beethoven Prout 1930. Heterorachis mozambica ingår i släktet Heterorachis och familjen mätare. Inga underarter finns listade i Catalogue of Life.